# Palazzo Ducale (Lucques)
Pour les articles homonymes, voir Palazzo Ducale.

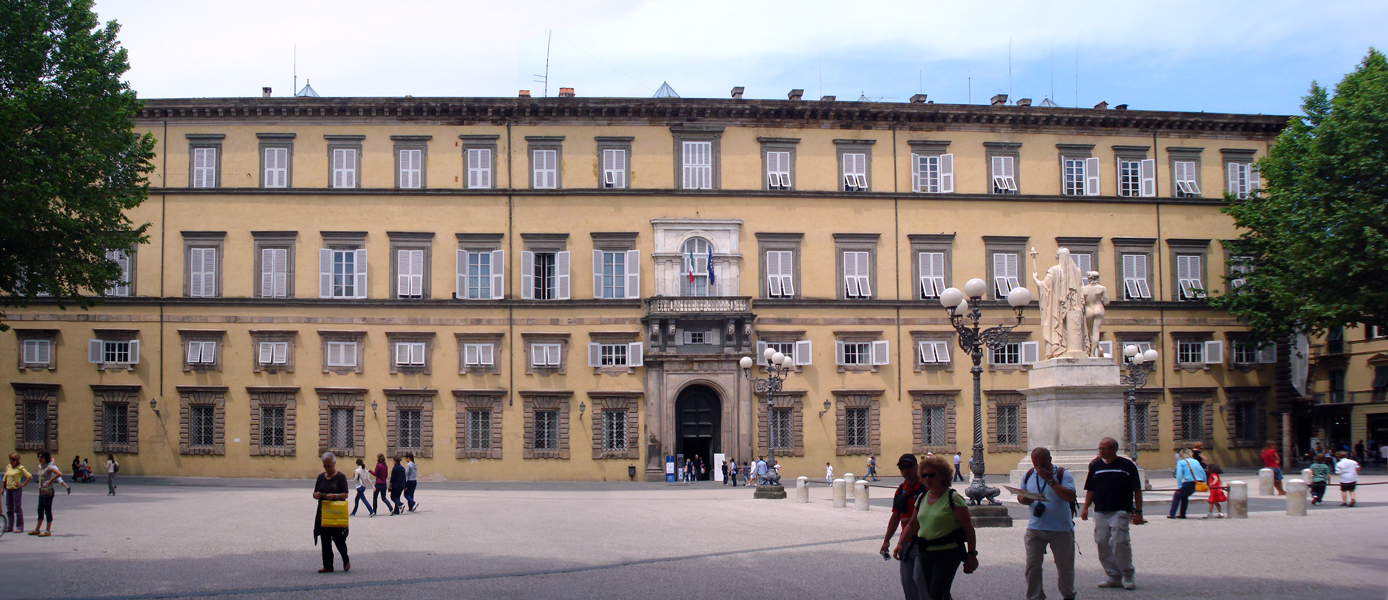
La façade.

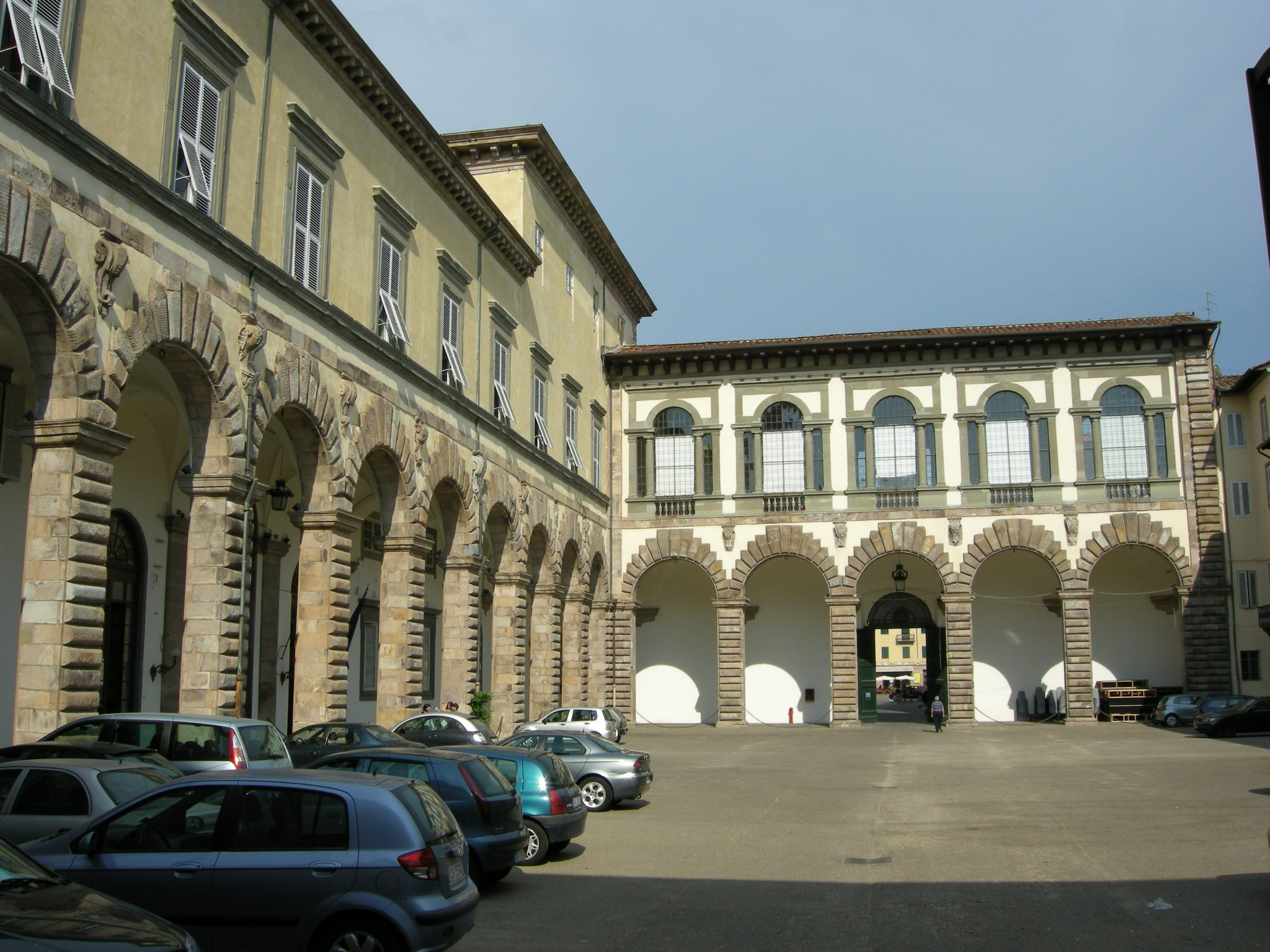
La loggia dell'Ammannati et la cortile degli Svizzeri.

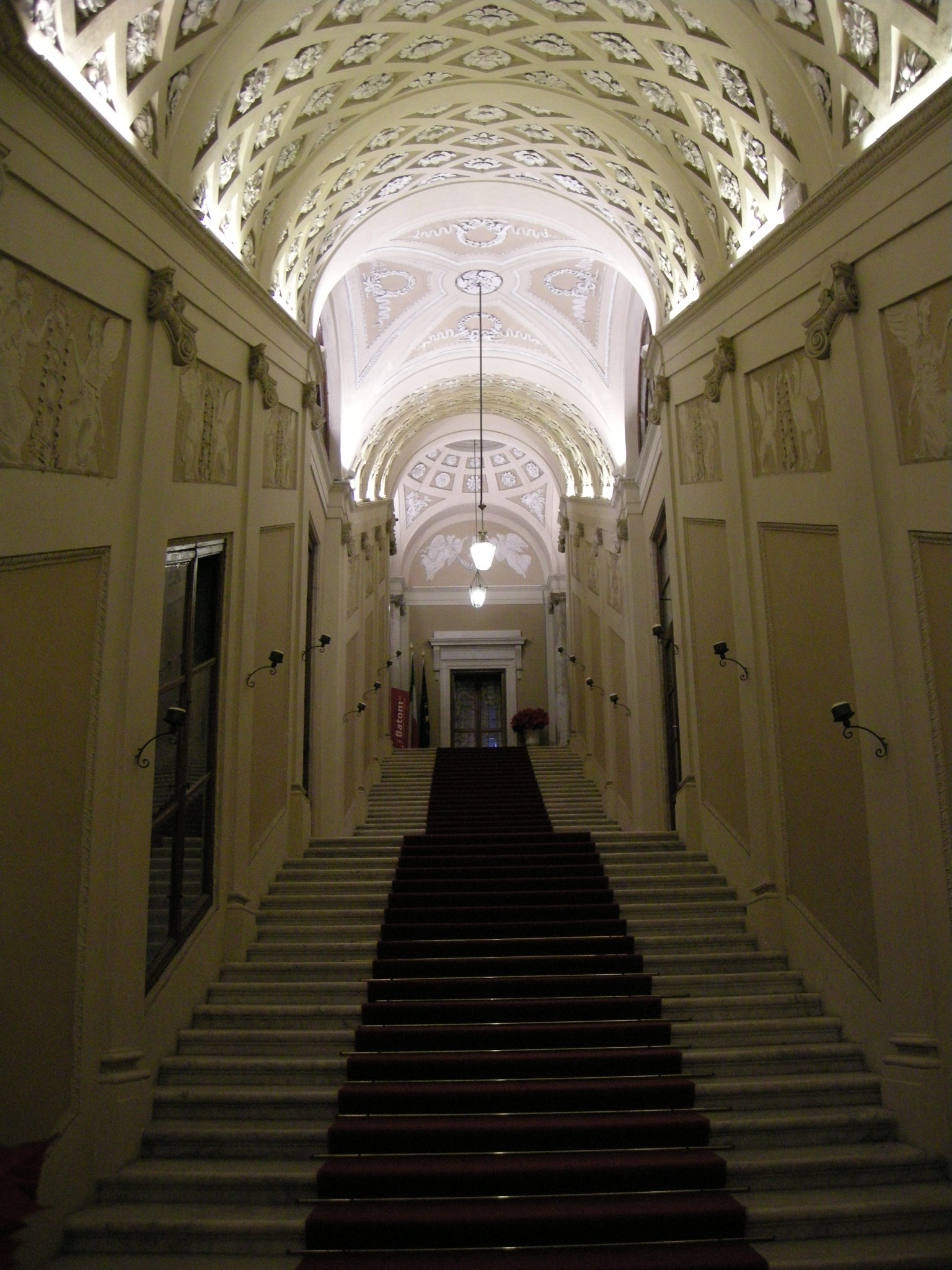
L'escalier monumental.

Le Palazzo Ducale, appelé aussi Palazzo della Provincia, est un des palais historiques de la ville de Lucques en Toscane.

## Histoire
Jadis, sur cette aire s'érigeait la vaste Fortezza Augusta (it), résidence de Castruccio Castracani. L'énorme complexe fortifié, qui couvrait environ un cinquième de la ville, est détruit par le peuple révolté en 1370. La forteresse est ensuite restaurée et utilisée comme habitation par Paolo Guinigi en 1401, appelée Citadella di Lucca, et à la suite de la chute de Paolo Guinigi en 1429, elle est de nouveau partiellement démantelée. Puis, elle devient palazzo Pubblico. Après avoir été le palais de résidence de la duchesse Élisa Bonaparte, il abrite le gouvernement national jusqu'au Risorgimento, passant ensuite à la province de Lucques.

## Architecture
La palais, par ses grandes dimensions, domine le côté ouest de la piazza Napoleone (it) et doit son aspect actuel à Bartolomeo Ammannati qui, en 1578, restructure la partie gauche jusqu'au portail central, comprise la loggia avec ses serliennes; l'aile droite est ajoutée, seulement en 1728, par Francesco Pini, élève de Filippo Juvarra, qui se rattache à l'architecture précédente soulignant encore plus le caractère monumental de l'édifice. Dans la première moitié du XIXe siècle, à l'époque du duché de Lucques, il est ultérieurement embelli par Lorenzo Nottolini.

## Intérieur
Du portail central, on accède à la cour intérieur, inachevée, de grandes dimensions, elle est le fruit des travaux autant d'Ammannati que de Pini. Entourée par une galerie de portiques avec double ordre de pilastres, elle est décorée au centre par une statue du juriste Francesco Carrara, œuvre d'Augusto Passaglia.
Sur la gauche, se trouve la cour dite des Svizzeri en référence à la présence sur le côté meridional de  la caserne de la garde suisse, le corps militaire mercenaire appelé à défendre la République de Lucques jusqu'à la fin du XVIIIe siècle: œuvre d'Ammannati, elle est  caractérisée par des portiques au  revêtement de style bugnato rustique.
L'escalier monumental de Nottolini mène  à la salle de représentation, actuellement occupée par les services de la province et de la préfecture. Cette même salle, jusqu'en 1977, abritait la pinacothèque nationale, aujourd'hui transférée à la villa Guinigi.
En haut de l'escalier, se trouve la galerie des statues, décorée de stucs et statues marmoréennes d'imitation de la période classique, œuvres d'artistes principalement de Carrare.
La salle du conseil général de la République accueille une peinture flamande représentant la famille Buonvisi et la fresque de la « Libertà lucchese » de Pietro Festa, autrefois installée sur la porte d'accès de la Cortile degli Svizzeri.
Au-dessus de la Loggia delle Guardie se trouve la Loggia dell'Ammannati, décorée de grotesques et stucs originaux du Cinquecento. La salle des Staffieri a les parois peintes a fresco par Luigi Ademollo.

## Sources
- (it) Cet article est partiellement ou en totalité issu de l’article de Wikipédia en italien intitulé « Palazzo Ducale (Lucca) » (voir la liste des auteurs).